# Стоа „Кастория“
Стоа „Кастория“ (на гръцки: Στοά «Καστοριά») е емблематична сграда, стоа в град Солун, Гърция.

## Местоположение
Сградата е разположена на пресечката на улица „Елевтериос Венизелос“ № 46 и улица „Дионисиос Соломос“ № 28.

## История
Сградата е построена в 1926 година по проект на архитект Максимилиан Рубенс. Постройката е обявена за културна ценност и е включена в списъка в 1983 година.

## Архитектура
В архитектурно отношение се е предвиждало изграждането на сграда, която да се състои от сутерен, партер и един етаж, въпреки факта, че в черновите има два етажа и накрая са построени два етажа. На приземния етаж сградата има ъглов вътрешен коридор, който свързваше улица „Елевтериос Венизелос“ с улица „Дионисиос Соломос“. Около този вътрешен коридор и отстрани на сградата на улиците „Соломос“ и „Венизелос“ са организирани тринадесет магазина с различни размери. На всеки от етажите има седем офиса.
Фасадата на сградата е организирана в три вертикални секции на улица „Венизелос“ и в четири на улица „Соломос“ и е с богато украсени парапети, с декоративни ключове и панделки и други.